# Elizabeth Isichei
Elizabeth Allo Isichei (sinh ngày 22 tháng 3 năm 1939 tại Tauranga, New Zealand) là một tác giả, nhà sử học và học giả người Nigeria. Cha mẹ bà là Albert (một nhà khoa học nông nghiệp) và Lorna Allo. Vào ngày 23 tháng 7 năm 1964, cô kết hôn với Uche Peter Isichei (một nhà bệnh lý hóa học) và họ có năm người con. Năm 1959, cô lấy bằng cử nhân từ Đại học Canterbury ở New Zealand, BA  Năm 1961, cô hoàn thành bằng thạc sĩ tại Đại học Victoria Wellington, New Zealand và năm 1967, cô hoàn thành bằng tiến sĩ tại Đại học Oxford. Cô là giáo sư nghiên cứu tôn giáo tại Đại học Otago. Cô là giáo sư của Khoa Lịch sử, Đại học Jos ở Jos, Nigeria từ năm 1976. Cô là tổng biên tập cho Jos Lịch sử và văn bản văn học.
Các tác phẩm và sách của cô tập trung vào Cơ đốc giáo ở Châu Phi và lịch sử của Nigeria đặc biệt là người Igbo.

## Công trình được chọn
- 1964: Tư duy chính trị và kinh nghiệm xã hội: Một số giải thích Kitô giáo của Đế chế La Mã, Ấn phẩm Đại học Canterbury
- 1970: Quakers Victoria, Nhà xuất bản Đại học Oxford
- 1973: Người Ibo và người châu Âu: Genesis of a Mối quan hệ, đến 1906, St. Martin's
- 1976: Lịch sử của người Igbo, St. Martin's
- 1977: Lịch sử của Tây Phi từ năm 1800, Châu Phi
- 1977: Thế giới Igbo: Một tuyển tập lịch sử truyền miệng và mô tả lịch sử, Viện nghiên cứu các vấn đề của con người
- 1981: Hoàn toàn dành cho Chúa: Cuộc đời của Michael Iwene Tansi, Macmillan Nigeria
- 1982: Các nghiên cứu về Lịch sử Bang Plateau, Nigeria, Macmillan
- 1983: Lịch sử Nigeria, Longman
- 1995: Lịch sử Kitô giáo ở Châu Phi: Từ thời cổ đại đến hiện tại, Châu Phi World Press
- 1997: Lịch sử các xã hội châu Phi đến 1870, Nhà xuất bản Đại học Cambridge
- 2002: Tiếng nói của người nghèo ở Châu Phi, Nhà xuất bản Đại học Rochester (Rochester, NY)
- 2004: Truyền thống tôn giáo của châu Phi: Lịch sử, Raeger (Westport, CT)
- 2005: Stoptide, Steele Roberts (Aotearoa, New Zealand)